# Andrew Bailey
Andrew John Bailey (Leicester, 30 marzo 1959) è un banchiere britannico e governatore della Banca d'Inghilterra dal 16 marzo 2020.

## Biografia
Bailey ha frequentato la Wyggeston Grammar School a Leicester per poi laurearsi in storia con un dottorato di ricerca nel 1984 al Queens College di Cambridge.

## Carriera
Andrew Bailey è stato amministratore delegato della Financial Conduct Authority (FCA) dal 1 luglio 2016 fino all'assunzione del ruolo di governatore e stato membro del Prudential Regulation Committee, del Financial Policy Committee e del Board of the Financial Conduct Authority.
In precedenza ha ricoperto il ruolo di Vice Governatore, Prudential Regulation e CEO del PRA dal 1 aprile 2013 pur mantenendo il suo ruolo di Direttore Esecutivo della Banca ed è entrato a far parte della Financial Services Authority nell'aprile 2011 come Vice Capo della Business Unit Prudential e Direttore delle banche e delle società edili del Regno Unito.
Nel luglio 2012 è diventato Amministratore Delegato del Business Unit Prudential, con la responsabilità della vigilanza prudenziale su banche, banche di investimento e compagnie assicurative. Ed è stato nominato membro con diritto di voto del Comitato ad interim per la politica finanziaria nella riunione di giugno 2012.
In precedenza, Andrew ha lavorato presso la banca come direttore esecutivo per i servizi bancari e capo cassiere, nonché capo dell'unità di risoluzione speciale (SRU) della banca. I ruoli precedenti includono il Segretario Privato del Governatore e il Capo della Divisione Analisi Economica Internazionale in Analisi Monetaria.